# NGC 1035
NGC 1035 ist eine Spiralgalaxie mit ausgedehnten Sternentstehungsgebieten vom Hubble-Typ Sc im Sternbild Walfisch südlich des Himmelsäquators. Sie ist schätzungsweise 55 Millionen Lichtjahre von der Milchstraße entfernt und hat einen Durchmesser von etwa 35.000 Lj. Gemeinsam mit NGC 1042 und NGC 1052 bildet sie das Galaxientripel KTS 18.
Die Typ-IIP-Supernova SN 1990E wurde hier beobachtet.
Das Objekt wurde am 10. Januar 1785 vom deutsch-britischen Astronomen Wilhelm Herschel entdeckt.